# Simulium ochraceum
Simulium ochraceum es una especie de insecto del género Simulium, familia Simuliidae, orden Diptera.
Fue descrita científicamente por Walker, 1861.